# Yongheng (sockenhuvudort i Kina, Heilongjiang Sheng, lat 46,04, long 130,16)
Yongheng (kinesiska: 永恒, 永恒乡) är en sockenhuvudort i Kina. Den ligger i provinsen Heilongjiang, i den nordöstra delen av landet, omkring 280 kilometer öster om provinshuvudstaden Harbin. Antalet invånare är 25 641. Befolkningen består av 12 549 kvinnor och 13 092 män. Barn under 15 år utgör 14,0 %, vuxna 15-64 år 77 %, och äldre över 65 år 7,0 %.
Runt Yongheng är det ganska tätbefolkat, med 72 invånare per kvadratkilometer. Närmaste större samhälle är Sandaogang, 9,3 km nordväst om Yongheng. Trakten runt Yongheng består till största delen av jordbruksmark.
Genomsnittlig årsnederbörd är 821 millimeter. Den regnigaste månaden är juli, med i genomsnitt 174 mm nederbörd, och den torraste är januari, med 6 mm nederbörd.